# Artaise-le-Vivier
Artaise-le-Vivier är en kommun i departementet Ardennes i regionen Grand Est (tidigare regionen Champagne-Ardenne) i nordöstra Frankrike. Kommunen ligger  i kantonen Raucourt-et-Flaba som ligger i arrondissementet Sedan. År 2022 hade Artaise-le-Vivier 64 invånare.

## Befolkningsutveckling
Antalet invånare i kommunen Artaise-le-Vivier
Referens: INSEE